# Zielengat

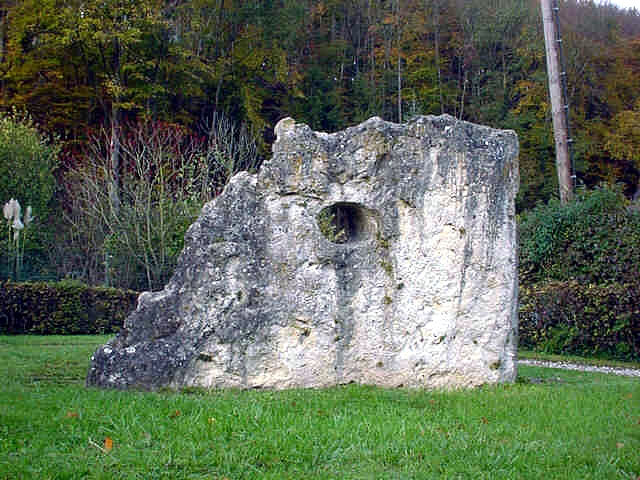
De Seelenloch in de Heidenstein

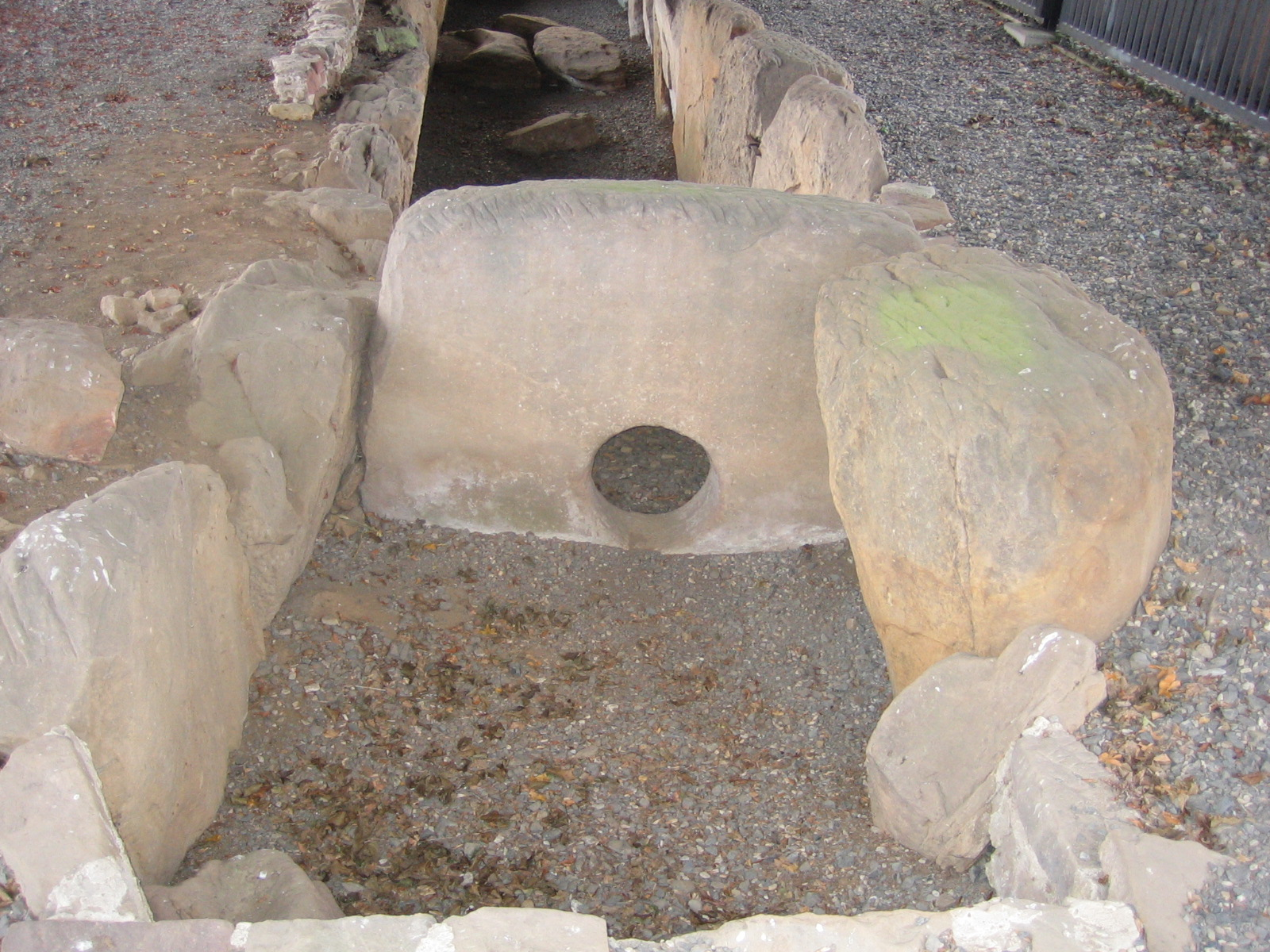
Een Seelenloch in een Galeriegrab (Galeriegrab Züschen I)

Een zielengat, seelenloch, trou d'âme, opening of patrijspoort is in de archeologie de benaming voor:
- In de late steentijd: doorboringen van portaalstenen van een allée couverte of Galeriegrab. Voorbeelden zijn de Dolmen van Wéris en de Dolmen van Oppagne. Ook bij de dolmencultuur van de Westelijke Kaukasus komen dergelijke gaten veel voor.
- In de bronstijd: een na de verbranding aangebrachte opening in een urn. Seelenlochen komen voor in urnen van de Lausitzcultuur.

Het begrip is gebaseerd op het idee dat het gat in het verleden is gemaakt om de ziel of de geest van de overledene de mogelijkheid te geven naar buiten te laten gaan. Omdat de benaming zielengat niet neutraal wordt bevonden, wordt er over een opening of patrijspoort gesproken.

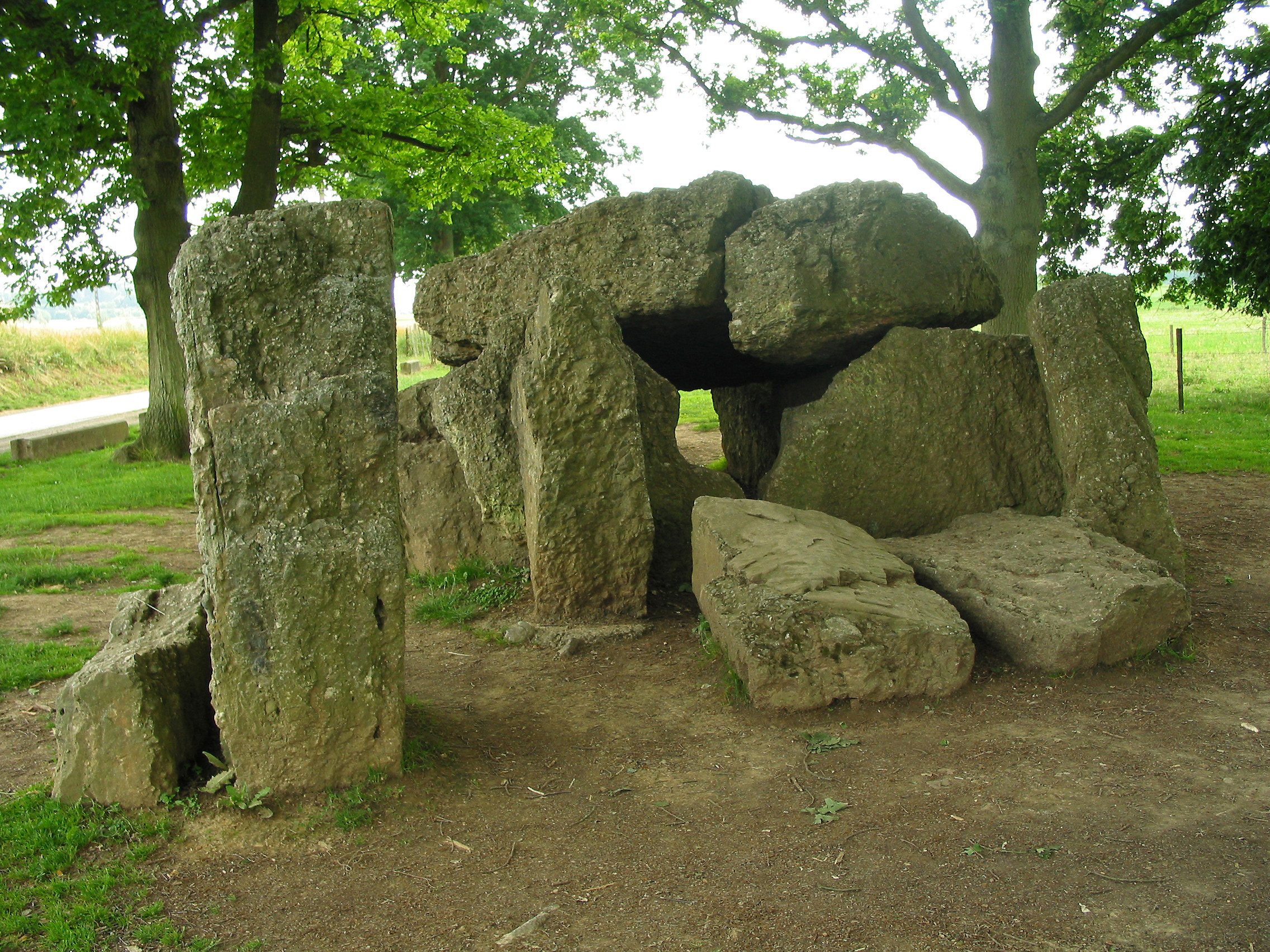
De Seelenloch van de Dolmen van Wéris
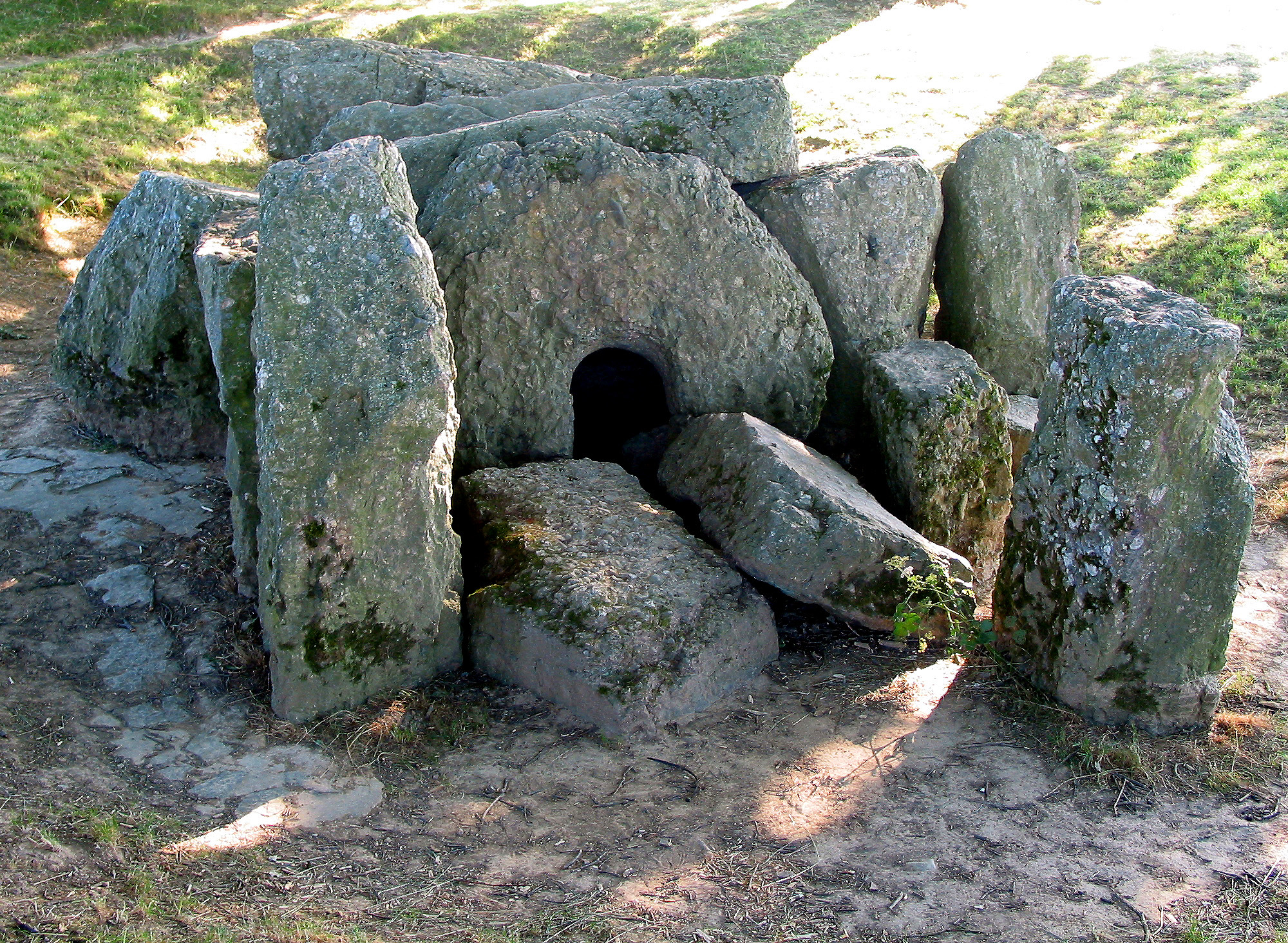
De Seelenloch van de Dolmen van Oppagne
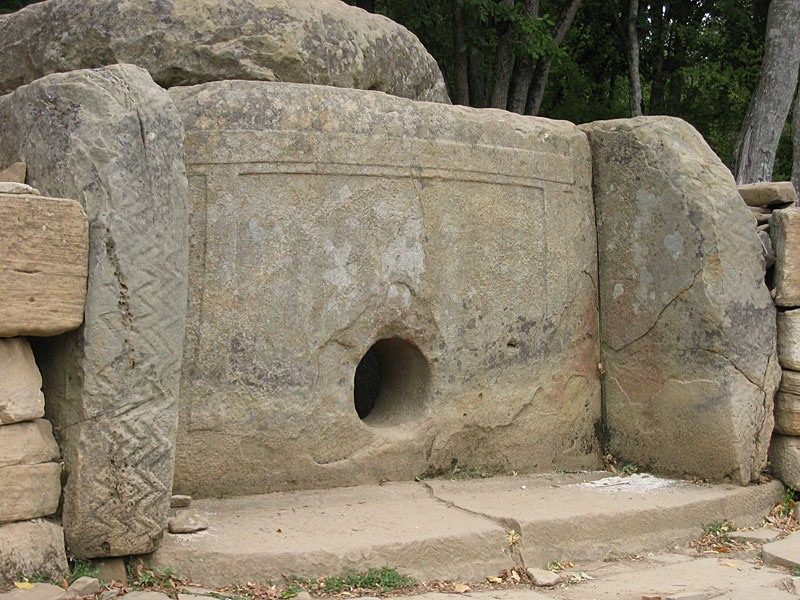
Dolmen bij de Zjane-rivier, Kaukasus
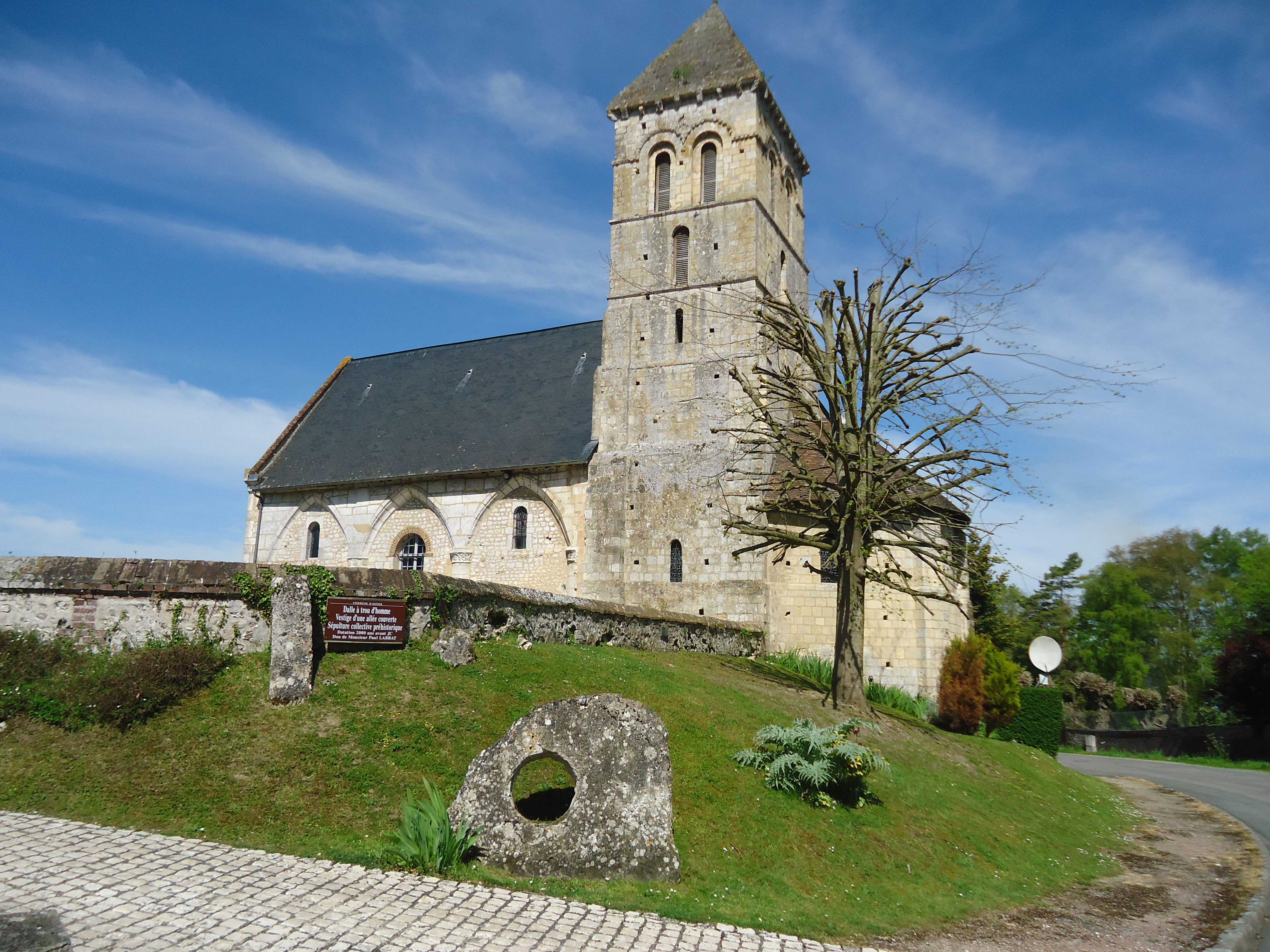
De toegangsteen is het enige overblijfsel van de allée couverte d'Aizier, deze werd vernietigd in de 19e eeuw bij de aanleg van een straat
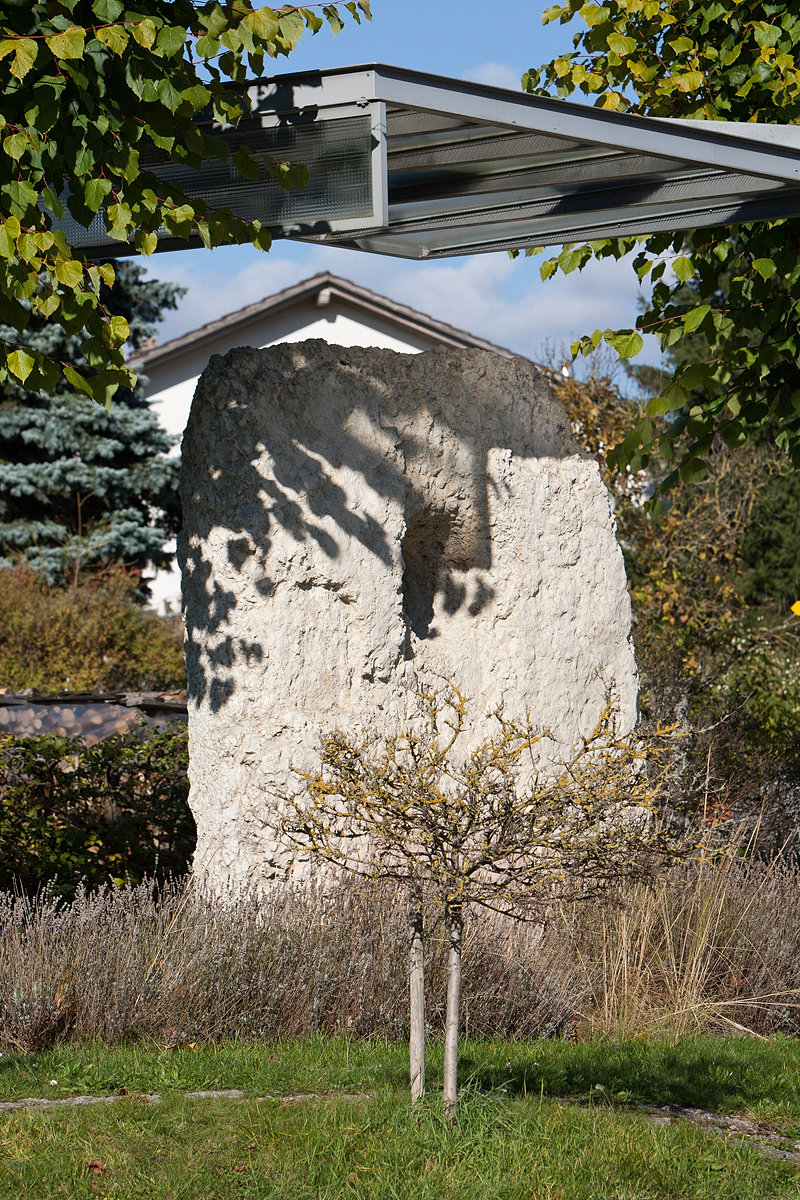
Megaliet met Seelenloch in Zwitserland; Pierre-Percée à Courgenay